# Самоїд

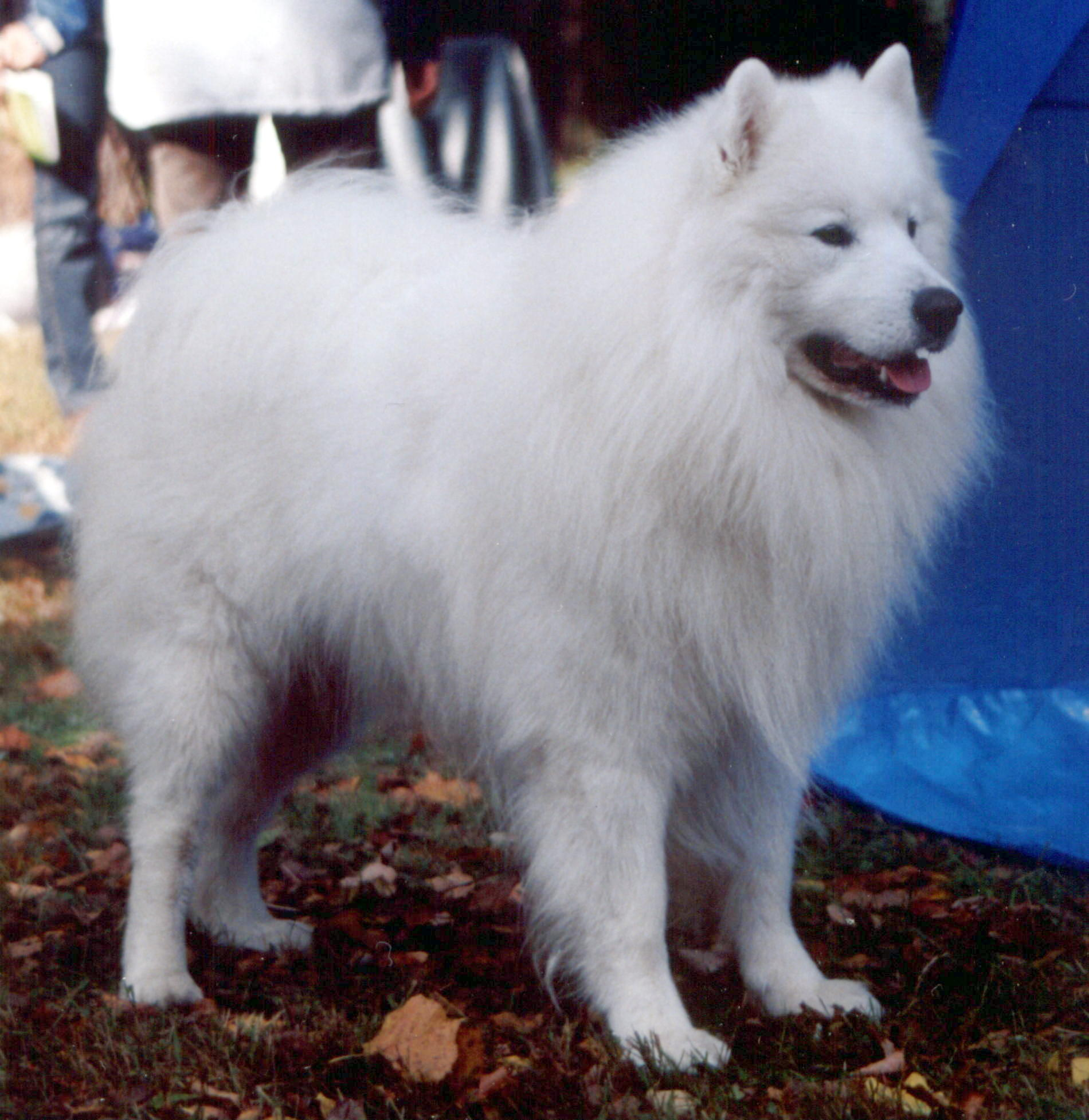

Самої́д (англ. Samoyed) — одна із найдавніших нині відомих порід їздових собак.
Протягом 3000 років самоїд був компаньйоном людей північних племен самоїдів (сьогоднішні їх нащадки — ненці). Самоїд завдяки своїй ізольованості від зовнішнього світу, уник процесу селекції та змішання з іншими породами. Порода належить до 5 групи МКФ (шпіци та примітивні).
В давні часи самоїдів називали також більки або бількери. Сучасній назві порода завдячує Ернсту Кілбурн-Скотту та його дружині Кларі.
Британський зоолог Ернст Кілбрун-Скотт в 1889 році провів три місяці серед самоїдських племен. Повертаючись до Великої Британії він привіз із собою декілька собак цієї породи. Ці собаки є засновниками західного самоїда.
Надалі Ернстом Кілбрун-Скоттом було засновано велику псарню «Фармінгем». 1909 року Ернст Кілбурн-Скотт створив Самоїдський Клуб, який став першим самоїдським клубом у Великій Британії та у світі. В травні 1909 року цей клуб прийняв перший заводський стандарт породи.
Самоїди брали участь у багатьох експедиціях. Собаки, яких взяв із собою в полярну мандрівку Фрітьоф Нансен, перевозили вантаж, вага якого в півтора раза перевищувала їхню власну вагу. Їздові характеристики самоїдів високо оцінили експедиції Джексона Гермсворта, герцога Д'Абруцці, Ернеста Шеклтона, Роберта Скотта, Руаля Амундсена.
На сьогодні самоїди освоїлись майже всюди. Попри своє північне походження, самоїди досить добре витримують жаркий клімат.
Відданий, сильний та розумний собака середнього розміру зі спокійним темпераментом. Легко витримує тяжкі фізичні навантаження та екстремальні умови, особливо холод. За умови правильного виховання добре вживається із членами сім'ї, зокрема дітьми, та іншими домашніми улюбленцями. Вимагає ретельного дресування із ранніх років та постійних фізичних навантажень.

## Характер і темперамент
Дружній, відкритий живий та веселий. Самоїд не лякливий і не агресивний. Мисливські інстинкти дуже слабкі. Дуже соціальний, не повинен використовуватись як собака-охоронець.
Це порода, яка любить проводити час зі своїми власниками та сім'єю. Ця порода собак дуже потребує уваги. Без достатньої уваги може швидко занудьгувати. Крім того, самоїдські лайки схильні до занепокоєння, пов'язаного зі страхом розлуки. Залишені на довгий час на самоті можуть вдаватись до надмірного жування і гавкоту.

## Стандарт
Середнього розміру, елегантний білий арктичний шпіц. В зовнішньому вигляді відчувається міць, витривалість, шарм, м'якість, гідність та впевненість в собі. Вираз так званої «самоїдської усмішки» створюється шляхом поєднання форми очей, їх розташуванням та трохи загнутими вверх кутками рота. Стать повинна бути яскраво виражена.
Довжина тіла приблизно на 5 % більша, ніж висота в холці. Глибина грудної клітки трохи менша, ніж половина висоти в холці. Морда приблизно тієї ж довжини, що й черепна частина.

### Голова
Голова потужна і клиноподібна. При огляді спереду та збоку череп тільки трохи опуклий. Широкий між вухами. Чоло чітко виражене, але не надто різке. Ледь помітна складка між очима. Мочка носа добре розвинута, бажано чорного кольору. В певні періоди року пігмент носа може втрачати насиченість, даючи т. зв. «зимовий» або «сніжний ніс»; однак завжди повинна бути темна окантовка мочки носа.
Морда міцна і сильна, приблизно тієї ж довжини, що й черепна частина, поступово звужується до носа, але не вузька, не груба і не квадратна. Спинка морди — пряма. Губи щільно притиснуті, чорні й трішки повні. Кути рота трошки вигинаються, створюючи характерну «самоїдську посмішку». Ідеальний ножицеподібний прикус. Міцні зуби й сильні щелепи. Нормальний зубний апарат.
Очі темно-коричневого кольору, глибоко посаджені, широко розставлені, дещо розкосі, мигдалеподібної форми. Вираз «усміхнений», добрий, живий та розумний. Обвід очей — чорний.
Вуха стоячі, досить маленькі, товсті, трикутні й дещо закруглені на кінцях. Вони повинні бути рухливими, високо поставленими, широко розставлені.

### Шия
Сильна, середньої довжини, гордо вигнута.

### Корпус
Дещо довший, ніж висота в холці, міцний і компактний, але гнучкий. Холка добре виражена. Спина середньої довжини, м'язиста і пряма; в сук дещо довша, ніж у кобелів. Поперек короткий та дуже міцний. Круп широкий, міцний, м'язистий, дещо похилий. Грудна клітка довга, широка і глибока, доходить майже до ліктів. Ребра пружні.

### Хвіст
Постава хвоста досить висока. Коли собака збуджений, та при русі, хвіст тримається закинутим на спину чи на бік. В спокійному стані може бути опущений, доходячи до скакальних суглобів.

### Кінцівки
Передні кінцівки добре розставлені, міцні та м'язисті. При погляді спереду передні кінцівки прямі й паралельні. Лопатки довгі, міцні та похилі. Похилі та щільно прилягають до тіла. Лікті щільно прилягають до тулуба. Суглоб зап'ястка міцний та гнучкий. П'ясток дещо похилий. Задні кінцівки при погляді ззаду прямі та паралельні з дуже сильними м'язами. Стегно середньої довжини, досить широке та м'язисте. Коліно — добре виражений кут з'єднання. Стрибковий суглоб досить низько розташований, з добре вираженими кутами з'єднання. Плесна короткі, міцні, вертикальні й паралельні. Лапи овальні з довгими пальцями, гнучкі й направлені прямо вперед. Пальці склепінчасті та не надто зімкнуті. Подушечки пружні.
Алюр потужний, вільний та невтомний, що проявляється в широкому кроці. З хорошим вимахом передніх кінцівок та хорошим потужним поштовхом задніх.

### Шерсть
Рясний, густий, податливий та щільний «полярний» шерстяний покрив. Короткий, м'який і густий підшерсток і довга, більш жорстка і пряма остьова. Шерсть повинна утворювати «ковнір» навколо шиї та плечей, облямовуючи голову, особливо в кобелів. На голові й передніх поверхнях кінцівок шерсть коротка і рівна; на зовнішній поверхні вух — коротка, вертикально щодо поверхні вуха, рівна. Внутрішня поверхня вух повинна бути гарно опущена. На задній поверхні стегна шерсть утворює «штани». Між пальцями повинна рости захисна шерсть. Хвіст повинен бути рясно запушений. Шерстяний покрив у сук часто коротший і м'якіший, ніж у псів. Шерсть с правильною структурою завжди повинна мати особливий іскристий блиск.
Забарвлення біле, кремове або біле з бісквітним (основна масть — біла з невеликою кількістю бісквітних відмітин). Ніколи не повинно створювати враження присутності блідо-коричневого.

### Розмір і вага
Висота в холці для псів — 57 см ± 3 см, для сук — 53 см ± 3 см.